# Retrocessione (espropriazione per pubblica utilità)
La Retrocessione nell'espropriazione per pubblica utilità è l'istituto giuridico, disciplinato dagli art. 46, 47 e 48 del t.u. espropri (d.P.R. 8 giugno 2001 n. 327), in base al quale, al verificarsi delle condizioni previste dal t.u. medesimo, il diritto di proprietà sul bene espropriato deve essere ritrasferito al precedente proprietario.

## La retrocessione totale e la retrocessione parziale
- La retrocessione totale è disciplinata dall'art. 46 del d.P.R. n. 327/2001, secondo il quale «se l'opera pubblica o di pubblica utilità non è stata realizzata o cominciata entro il termine di dieci anni, decorrente dalla data in cui è stato eseguito il decreto di esproprio, ovvero se risulta anche in epoca anteriore l'impossibilità della sua esecuzione, l'espropriato può chiedere che sia accertata la decadenza della dichiarazione di pubblica utilità e che siano disposti la restituzione del bene espropriato e il pagamento di una somma a titolo di indennità».

- La retrocessione parziale è disciplinata dall'art. 47, il quale, al comma 1, dispone che «quando è stata realizzata l'opera pubblica o di pubblica utilità, l'espropriato può chiedere la restituzione della parte del bene, già di sua proprietà, che non sia stata utilizzata. In tal caso, il soggetto beneficiario della espropriazione, con lettera raccomandata con avviso di ricevimento, trasmessa al proprietario e al Comune nel cui territorio si trova il bene, indica i beni che non servono all'esecuzione dell'opera pubblica o di pubblica utilità e che possono essere ritrasferiti, nonché il relativo corrispettivo». «Entro i tre mesi successivi», prevede il comma 2, «l'espropriato invia copia della sua originaria istanza all'autorità che ha emesso il decreto di esproprio e provvede al pagamento della somma, entro i successivi trenta giorni». Nel caso in cui non vi sia l'indicazione dei beni, il comma 3 dispone che «l'espropriato può chiedere all'autorità che ha emesso il decreto di esproprio di determinare la parte del bene espropriato che non serve più per la realizzazione dell'opera pubblica o di pubblica utilità».

## Disposizioni comuni alle due tipologie di retrocessione
Le disposizioni comuni alle due tipologie di retrocessione sono dettate dall'art. 48 del d.P.R. n. 327/2001.
L'art. 48, comma 1, dispone che «il corrispettivo della retrocessione, se non è concordato dalle parti, è determinato dall'ufficio tecnico erariale o dalla commissione provinciale prevista dall'art. 41, su istanza di chi vi abbia interesse, sulla base dei criteri applicati per la determinazione dell'indennità di esproprio e con riguardo al momento del ritrasferimento».
Il comma 2 prevede che «avverso la stima, è proponibile opposizione alla corte d'appello nel cui distretto si trova il bene espropriato».
Infine, il comma 3 stabilisce che «per le aree comprese nel suo territorio e non utilizzate per realizzare le opere oggetto della dichiarazione di pubblica utilità, il Comune può esercitare il diritto di prelazione, entro il termine di centottanta giorni, decorrente dalla data in cui gli è notificato l'accordo delle parti, contenente con precisione i dati identificativi dell'area e il corrispettivo, ovvero entro il termine di sessanta giorni, decorrente dalla notifica dell'atto che ha determinato il corrispettivo. Le aree così acquisite fanno parte del patrimonio indisponibile».